# Rally de Valais
El Rally de Valais, oficialmente Rallye International du Valais, es una prueba de rally que se disputa anualmente desde el año 1960 en Valais (Suiza). La primera edición se celebró en septiembre de 1960 como parte de la 1.er Comptoir de Martigny y fue llevada a cabo por Philip Simonetta un comerciante de vino y piloto que llegó a correr en el Rally de Montecarlo. En ese primer año se llevó a cabo bajo el nombre de Le Rallye du Vin y su fundador lo concibió como fórmula de promoción de la región y de su vino. A partir de 1976 con el apoyo del club automovilístico Ecurie 13 Etoiles se abandonó el carácter turístico y la prueba se convirtió en un evento puramente deportivo. De 1981 a 1984 recibió el nombre de Rallye International du Vin et du Valais para posteriormente quedarse simplemente en Rallye International du Valais.
Desde 1980 forma parte del Campeonato de Europa de Rally y en 2000 obtuvo el coeficiente máximo del certamen (10). En 2007 y 2008 fue puntuable para el Intercontinental Rally Challenge. Desde 2009, la carrera se disputa en octubre y tiene coeficiente máximo dentro del certamen europeo.
Como el automovilismo de velocidad está prohibido en Suiza desde la década de 1950, el Rally de Valais es la principal competencia automovilística del país.

## Palmarés
| Año     | Edición                                        | Piloto             | Copiloto              | Vehículo                       | Series   |
| ------- | ---------------------------------------------- | ------------------ | --------------------- | ------------------------------ | -------- |
| 1980    | 21ème Rallye International du Valais           | Per Eklund         | Hans Sylvan           | Toyota Celica 2000GT           |          |
| 1981    | 22ème Rallye International du Vin et du Valais | Jimmy McRae        | Mike Nicholson        | Opel Ascona 400                |          |
| 1982    | 23ème Rallye International du Vin et du Valais | Josef Haider       | Jörg Pattermann       | Opel Ascona 400                |          |
| 1983    | 24ème Rallye International du Vin et du Valais | Robert Droogmans   | Ronny Joosten         | Ford Escort RS                 |          |
| 1984    | 25ème Rallye International du Vin et du Valais | Harald Demuth      | Willy Lux             | Audi Quattro                   |          |
| 1985    | 26ème Rallye International du Valais           | Patrick Snijers    | Dany Colebunders      | Lancia 037                     | ERC      |
| 1986    | 27ème Rallye International du Valais           | Robert Droogmans   | Ronny Joosten         | Ford RS200                     |          |
| 1987    | 28ème Rallye International du Valais           | Robert Droogmans   | Ronny Joosten         | Ford Sierra RS Cosworth        |          |
| 1988    | 29ème Rallye International du Valais           | Philippe Roux      | Paul Corthay          | Lancia Delta Integrale         | ERC      |
| 1989    | 30ème Rallye International du Valais           | C. Jacquillard     | C. Jacquillard        | Ford Sierra RS Cosworth        | ERC      |
| 1990    | 31ème Rallye International du Valais           | Josef Haider       | Christian Geistdörfer | Opel Kadett GSi                | ERC      |
| 1991    | 32ème Rallye International du Valais           | Erwin Keller       | Ronny Hofmann         | Mitsubishi Galant VR-4         | ERC      |
| 1992    | 33ème Rallye International du Valais           | Philippe Roux      | Paul Corthay          | Lancia Delta Integrale         | ERC      |
| 1993    | 34ème Rallye International du Valais           | Olivier Burri      | Christophe Hofmann    | Ford Sierra RS Cosworth        | ERC      |
| 1994    | 35ème Rallye International du Valais           | Olivier Burri      | Christophe Hofmann    | Toyota Celica 4WD Turbo        | ERC      |
| 1995    | 36ème Rallye International du Valais           | Olivier Burri      | Christophe Hofmann    | Ford Escort RS Cosworth        | ERC      |
| 1996    | 37ème Rallye International du Valais           | Olivier Burri      | Christophe Hofmann    | Subaru Impreza 555             | ERC      |
| 1997    | 38ème Rallye International du Valais           | Andrea Aghini      | Loris Roggia          | Toyota Celica GT Four          | ERC      |
| 1998    | 39ème Rallye International du Valais           | Olivier Burri      | Christophe Hofmann    | Toyota Celica GT Four          | ERC      |
| 1999    | 40ème Rallye International du Valais           | Cyril Henny        | Aurore Brand          | Peugeot 306 Maxi               | ERC      |
| 2000    | 41ème Rallye International du Valais           | Cyril Henny        | Aurore Brand          | Peugeot 306 Maxi               | ERC      |
| 2001    | 42ème Rallye International du Valais           | Olivier Burri      | Christophe Hofmann    | Peugeot 206 WRC                | ERC      |
| 2002    | 43ème Rallye International du Valais           | Janusz Kulig       | Jarosław Baran        | Ford Focus WRC                 | ERC      |
| 2003    | 44ème Rallye International du Valais           | Olivier Burri      | Christophe Hofmann    | Subaru Impreza WRC             | ERC      |
| 2004    | 45ème Rallye International du Valais           | Piero Liatti       | Vanda Geninatti       | Peugeot 206 XS S1600           | Copa ERC |
| 2005    | 46ème Rallye International du Valais           | Olivier Gillet     | Frédéric Helfer       | Renault Clio S1600             |          |
| 2006    | 47ème Rallye International du Valais           | Olivier Burri      | Fabrice Gordon        | Subaru Impreza WRX STi         |          |
| 2007    | 48ème Rallye International du Valais           | Nicolas Vouilloz   | Nicolas Klinger       | Peugeot 207 S2000              | IRC      |
| 2008    | 49ème Rallye International du Valais           | Freddy Loix        | Robin Buysmans        | Peugeot 207 S2000              | IRC      |
| 2009    | 50ème Rallye International du Valais           | Grégoire Hotz      | Pietro Ravasi         | Peugeot 207 S2000              | ERC      |
| 2010    | 51ème Rallye International du Valais           | Luca Rossetti      | Matteo Chiarcossi     | Fiat Abarth Grande Punto S2000 | ERC      |
| 2011    | 52ème Rallye International du Valais           | Laurent Reuche     | Jean Deriaz           | Peugeot 207 S2000              | ERC      |
| 2012    | 53ème Rallye International du Valais           | Laurent Reuche     | Jean Deriaz           | Peugeot 207 S2000              | ERC      |
| 2013    | 54ème Rallye International du Valais           | Esapekka Lappi     | Janne Ferm            | Škoda Fabia S2000              | ERC      |
| 2014    | 55ème Rallye International du Valais           | Esapekka Lappi     | Janne Ferm            | Škoda Fabia S2000              | ERC      |
| 2015    | 56ème Rallye International du Valais           | Alexey Lukyanuk    | Alexey Arnautov       | Ford Fiesta R5                 | ERC      |
| 2016    | 57ème Rallye International du Valais           | Sébastien Carron   | Kucien Revaz          | Ford Fiesta R5                 | TER      |
| 2017    | 58ème Rallye International du Valais           | Giandomenico Basso | Lorenzo Granai        | Hyundai i20 R5                 | TER      |
| 2018    | 59ème Rallye International du Valais           | Giandomenico Basso | Lorenzo Granai        | Škoda Fabia R5                 | TER      |
| 2019    | 60ème Rallye International du Valais           | Olivier Burri      | Fabrice Gordon        | Škoda Fabia R5                 | TER      |
| Fuentes |                                                |                    |                       |                                |          |